# Tuyến Shōnan–Shinjuku
Tuyến Shōnan–Shinjuku (湘南新宿ライン (Tương Nam Tân Túc Line) Shōnan-Shinjuku-Rain) là một tuyến đường sắt của Nhật Bản được khai trương vào tháng 12 năm 2001. Tuyến này không có đường ray riêng mà chia sẻ sử dụng đường ray với các tuyến khác như Tuyến Ryōmō, Tuyến Takasaki, Tuyến Utsunomiya, Tuyến vận tải Yamanote, Tuyến Yokosuka, và Tuyến Tōkaidō Chính. Tuy nhiên nó vẫn được coi là một tuyến dịch vụ tách biệt.
Tuyến được điều hành bởi Công ty Đường sắt Đông Nhật Bản (JR East).

## Các dịch vụ
Các dịch vụ của tuyến Shōnan–Shinjuku được liệt kê dưới đây:

### Đoạn Tuyến Utsunomiya–Tuyến Yokosuka
- Tuyến Shōnan–Shinjuku local (Tuyến Utsunomiya: local; Ōmiya–Ōfuna: local; Tuyến Yokosuka: local)
  - Khai trương vào 1 tháng 12 năm 2001.
  - Một chuyến mỗi giờ giữa Koganei (một vài đến/đi từ Utsunomiya) và Zushi; được tăng lên thành 2–3 tàu mỗi giờ vào giờ cao điểm. Một vài tàu khác đến/đi từ Ōfuna cũng như đến/đi từ Koga vào các buổi sáng ngày thường.
  - Đa phần các tàu có 15 toa. Một số tạm dừng ở Koganei để hợp hoặc chia toa.
- Tuyến Shōnan–Shinjuku local / Tuyến Shōnan–Shinjuku tốc hành (Tuyến Utsunomiya: tốc hành; Ōmiya–Ōfuna: Local; Tuyến Yokosuka: Local)
  - Khai trương vào 16 tháng 10 năm 2004.
  - Từ sáng đến trưa, các tàu chạy mỗi giờ giữa Utsunomiya và Zushi (một vài đến/đi từ Ōfuna). Các tàu chạy tốc hành trên Tuyến Utsunomiya và chạy local trên Tuyến Yokosuka. Các tàu này sẽ thay thế cho các tàu tốc hành Rabbit ban ngày của Tuyến Utsunomiya đến/đi từ Ueno
  - Mỗi tàu có 15 toa. Một số tạm dừng ở Koganei để hợp hoặc chia toa.

### Đoạn Tuyến Takasaki–Tuyến Tōkaidō
- Tuyến Shōnan–Shinjuku local / Tuyến Shōnan–Shinjuku tốc hành (Tuyến Takasaki: Local; Ōmiya–Ōfuna: tốc hành; Tuyến Tōkaidō: Local)
  - Khai trương vào 1 tháng 12 năm 2001.
  - Một tàu mỗi giờ giữa Kagohara và Hiratsuka (vài tàu đến/đi từ Kōzu). Trong giờ cao điểm và không có các tàu tốc hành đặc biệt, sẽ tăng lên thành 2–3 chuyến mỗi giờ, với các tàu đến/đi từ Takasaki, Kōzu, và Odawara. Một vài tàu về phía Nam vào buổi sáng và về phía Bắc ngày thường vào buổi tối đến/đi từ Maebashi thông qua Tuyến Ryōmō; một tàu mỗi buổi sáng ngày thường chạy từ Fukaya.
  - Ngoại trừ các tàu về phía Nam vào buổi sáng và về phía Bắc ngày thường vào buổi tối, tất cả các tàu có 15 hợp/tách tại Kagohara. Tàu từ Fukaya luôn có 15 toa.
- Tuyến Shōnan–Shinjuku tốc hành đặc biệt (Tuyến Takasaki: tốc hành; Ōmiya–Ōfuna: tốc hành đặc biệt; Tuyến Tōkaidō: tốc hành)
  - Khai trương từ 16 tháng 10 năm 2004.
  - Một tàu mỗi giờ suốt cả ngày. Dịch vụ này thay thế cho các tàu tốc hành Urban đến/đi từ Ueno của Tuyến Takasaki. Ngoại trừ chuyến về phía Bắc đầu tiên chạy từ Hiratsuka, tất cả các tàu còn lại chỉ chạy giữa Takasaki và Odawara.
  - Ngoại trừ hai chuyến khứ hồi vào các ngày thường, các tàu đều có 15 toa hợp/tách tại Kagohara.
  - Cuối tuần và các ngày lễ, có hai chuyến mỗi chiều đến/đi từ Odawara sẽ đến tiếp/đi từ Atami, dừng tại Manazuru và Yugawara.

## Danh sách nhà ga
- Các ga tàu dừng có dấu "●" và tàu sẽ vượt qua có dấu "｜".
- Thông tin về các chuyến Home Liner, xem bài viết Shōnan Liner.

| Tên tuyến                                      | Tên tuyến                                      | Ga                                             | Ga                                             | Ga                                             | Khoảng cách (km)                               | Khoảng cách (km)                               | Các dịch vụ của TuyếnShōnan–Shinjuku | Các dịch vụ của TuyếnShōnan–Shinjuku | Các dịch vụ của TuyếnShōnan–Shinjuku | Các dịch vụ của TuyếnShōnan–Shinjuku | Có thể đổi tuyến | Địa điểm | Địa điểm |
| Chính thức                                     | Thực tế                                        | Tên                                            | Mã số                                          | Hán tự                                         | Giữa các ga                                    | Từ Shinjuku                                    | Local                                | Local                                | Tốc hành                             | Tốc hành đặc biệt                    | Có thể đổi tuyến | Địa điểm | Địa điểm |
| ---------------------------------------------- | ---------------------------------------------- | ---------------------------------------------- | ---------------------------------------------- | ---------------------------------------------- | ---------------------------------------------- | ---------------------------------------------- | ------------------------------------ | ------------------------------------ | ------------------------------------ | ------------------------------------ | --- | --- | --- |
| Thông qua các tuyến:                           | Thông qua các tuyến:                           | Thông qua các tuyến:                           | Thông qua các tuyến:                           | Thông qua các tuyến:                           | Thông qua các tuyến:                           | Thông qua các tuyến:                           | Tuyến Utsunomiya                     | Tuyến Utsunomiya                     | Tuyến Takasaki                       | Tuyến Takasaki                       | Tuyến Utsunomiya (Tuyến Tohoku Chính): hướng Koganei và UtsunomiyaTuyến Takasaki: hướng Kagohara, Takasaki, và Maebashi (thông qua Tuyến Ryōmō) | Tuyến Utsunomiya (Tuyến Tohoku Chính): hướng Koganei và UtsunomiyaTuyến Takasaki: hướng Kagohara, Takasaki, và Maebashi (thông qua Tuyến Ryōmō) | Tuyến Utsunomiya (Tuyến Tohoku Chính): hướng Koganei và UtsunomiyaTuyến Takasaki: hướng Kagohara, Takasaki, và Maebashi (thông qua Tuyến Ryōmō) |
| Trong Tuyến Utsunomiya và Tuyến Takasaki:      | Trong Tuyến Utsunomiya và Tuyến Takasaki:      | Trong Tuyến Utsunomiya và Tuyến Takasaki:      | Trong Tuyến Utsunomiya và Tuyến Takasaki:      | Trong Tuyến Utsunomiya và Tuyến Takasaki:      | Trong Tuyến Utsunomiya và Tuyến Takasaki:      | Trong Tuyến Utsunomiya và Tuyến Takasaki:      | Local                                | Rapid                                | Local                                | Special Rapid                        | | | |
| Tuyến Tohoku Chính                             | Tuyến vận tải Tohoku                           | Ōmiya                                          | OMYJS24                                        | 大宮                                           | –                                              | 27,4                                           | ●                                    | ●                                    | ●                                    | ●                                    | - Tohoku Shinkansen - Yamagata Shinkansen - Akita Shinkansen - Joetsu Shinkansen - Hokuriku Shinkansen - JK Tuyến Keihin-Tōhoku - JU Tuyến Utsunomiya - JU Tuyến Takasaki - JA Tuyến Saikyō - Tuyến Kawagoe - TD Tuyến Tobu Urban Park - Tuyến New Shuttle                       | Ōmiya-ku, Saitama | Saitama |
| Tuyến Tohoku Chính                             | Tuyến vận tải Tohoku                           | Urawa                                          | URWJS23                                        | 浦和                                           | –                                              | –                                              | ●                                    | ●                                    | ●                                    | ●                                    | - JK Tuyến Keihin-Tōhoku - JU Tuyến Utsunomiya - JU Tuyến Takasaki | Urawa-ku, Saitama | Saitama |
| Tuyến Tohoku Chính                             | Tuyến vận tải Tohoku                           | Akabane                                        | ABNJS22                                        | 赤羽                                           | 17,1                                           | 10,3                                           | ●                                    | ●                                    | ●                                    | ●                                    | - JU Tuyến Utsunomiya hướng Ueno) - JU Tuyến Takasaki (hướng Ueno) - JK Tuyến Keihin-Tōhoku - JA Tuyến Saikyō | Kita | Tokyo |
| Tuyến Yamanote                                 | Tuyến vận tải Yamanote                         | Ikebukuro                                      | IKBJS21                                        | 池袋                                           | 5,5                                            | 4,8                                            | ●                                    | ●                                    | ●                                    | ●                                    | - JA Tuyến Saikyō - JY Tuyến Yamanote - Tuyến Seibu Ikebukuro - TJ Tuyến Tobu Tojo - M Tuyến Tokyo Metro Marunouchi (M-25) - Y Tuyến Tokyo Metro Yurakucho (Y-09) - F Tuyến Tokyo Metro Fukutoshin (F-09)                                                                        | Toshima | Tokyo |
| Tuyến Yamanote                                 | Tuyến vận tải Yamanote                         | Shinjuku                                       | SJKJS20                                        | 新宿                                           | 4,8                                            | 0,0                                            | ●                                    | ●                                    | ●                                    | ●                                    | - JC Tuyến Chūō (tốc hành) - JB Tuyến Chūō-Sōbu - JY Tuyến Yamanote - JA Tuyến Saikyō - Tuyến Keio - Tuyến Keio Mới - Tuyến Odakyū Odawara - M Tuyến Tokyo Metro Marunouchi (M-08) - E Tuyến Toei Oedo (E-27, Shinjuku-nishiguchi: E-01) - Tuyến Seibu Shinjuku (Seibu-Shinjuku) | Shinjuku | Tokyo |
| Tuyến Yamanote                                 | Tuyến vận tải Yamanote                         | Shinjuku                                       | SJKJS20                                        | 新宿                                           | 4,8                                            | 0,0                                            | ●                                    | ●                                    | ●                                    | ●                                    | - JC Tuyến Chūō (tốc hành) - JB Tuyến Chūō-Sōbu - JY Tuyến Yamanote - JA Tuyến Saikyō - Tuyến Keio - Tuyến Keio Mới - Tuyến Odakyū Odawara - M Tuyến Tokyo Metro Marunouchi (M-08) - E Tuyến Toei Oedo (E-27, Shinjuku-nishiguchi: E-01) - Tuyến Seibu Shinjuku (Seibu-Shinjuku) | Shibuya | Tokyo |
| Tuyến Yamanote                                 | Tuyến vận tải Yamanote                         | Shibuya                                        | SBYJS19                                        | 渋谷                                           | 3,4                                            | 3,4                                            | ●                                    | ●                                    | ●                                    | ●                                    | - JA Tuyến Saikyō - JY Tuyến Yamanote - Tuyến Keio Inokashira - DT Tuyến Tokyu Den-en-toshi - TY Tuyến Tokyu Toyoko - G Tuyến Tokyo Metro Ginza (G-01) - Z Tuyến Tokyo Metro Hanzōmon (Z-01) - F Tuyến Tokyo Metro Fukutoshin (F-16)                                             | | Tokyo |
| Tuyến Yamanote                                 | Tuyến vận tải Yamanote                         | Ebisu                                          | EBSJS18                                        | 恵比寿                                         | 1,6                                            | 5,0                                            | ●                                    | ●                                    | ●                                    | ｜                                   | - JA Tuyến Saikyō - JY Tuyến Yamanote - H Tuyến Tokyo Metro Hibiya (H-02) | | Tokyo |
| Tuyến Yamanote                                 | Tuyến vận tải Yamanote                         | Ōsaki                                          | OSKJS17                                        | 大崎                                           | 3,6                                            | 8,6                                            | ●                                    | ●                                    | ●                                    | ●                                    | - JY Tuyến Yamanote - R Tuyến Rinkai | Shinagawa | Tokyo |
| Tuyến Tōkaidō Chính                            | Tuyến Hinkaku                                  | Nishi-Ōi                                       | JS16                                           | 西大井                                         | 5,6                                            | 14,2                                           | ●                                    | ●                                    | ｜                                   | ｜                                   | JO Tuyến Yokosuka (hướng Shinagawa) | Shinagawa | Tokyo |
| Tuyến Tōkaidō Chính                            | Tuyến Hinkaku                                  | Musashi-Kosugi                                 | MKGJS15                                        | 武蔵小杉                                       | 6,4                                            | 20,6                                           | ●                                    | ●                                    | ●                                    | ●                                    | - JO Tuyến Yokosuka - JN Tuyến Nambu - TY Tuyến Tokyu Toyoko - MG Tuyến Tokyu Meguro | Nakahara-ku, Kawasaki | Kanagawa |
| Tuyến Tōkaidō Chính                            | Tuyến Hinkaku                                  | Shin-Kawasaki                                  | JS14                                           | 新川崎                                         | 2,7                                            | 23,3                                           | ●                                    | ●                                    | ｜                                   | ｜                                   | JN Tuyến Nambu (Kashimada, không chính thức - hai ga này rất gần nhau) | Saiwai-ku, Kawasaki | Kanagawa |
| Tuyến Tōkaidō Chính                            | Đường ray của Tuyến Yokosuka                   | Yokohama                                       | YHMJS13                                        | 横浜                                           | 12,2                                           | 35,5                                           | ●                                    | ●                                    | ●                                    | ●                                    | - JK Tuyến Keihin-Tōhoku - JK Tuyến Negishi - JH Tuyến Yokohama - JT Tuyến Tōkaidō - TY Tuyến Tokyu Toyoko - KK Tuyến Keikyu Chính - Tuyến Sotetsu Chính - Tuyến ngầm Yokohama Blue Line (B20) - Tuyến Minatomirai                                                               | Nishi-ku, Yokohama | Kanagawa |
| Tuyến Tōkaidō Chính                            | Đường ray của Tuyến Yokosuka                   | Hodogaya                                       | JS12                                           | 保土ヶ谷                                       | 3,0                                            | 38,5                                           | ●                                    | ●                                    | ｜                                   | ｜                                   | | Hodogaya-ku, Yokohama | Kanagawa |
| Tuyến Tōkaidō Chính                            | Đường ray của Tuyến Yokosuka                   | Higashi-Totsuka                                | JS11                                           | 東戸塚                                         | 4,9                                            | 43,4                                           | ●                                    | ●                                    | ｜                                   | ｜                                   | | Totsuka-ku, Yokohama | Kanagawa |
| Tuyến Tōkaidō Chính                            | Đường ray của Tuyến Yokosuka                   | Totsuka                                        | TTKJS10                                        | 戸塚                                           | 4,2                                            | 47,6                                           | ●                                    | ●                                    | ●                                    | ●                                    | - JO Tuyến Yokosuka - JT Tuyến Tōkaidō - Tuyến ngầm Yokohama Blue Line (B06) | Totsuka-ku, Yokohama | Kanagawa |
| Tuyến Tōkaidō Chính                            | [ * 6 ]                                        | Ōfuna                                          | OFNJS09                                        | 大船                                           | 5,6                                            | 53,2                                           | ●                                    | ●                                    | ●                                    | ●                                    | - JT Tuyến Tōkaidō (through service) - JO Tuyến Yokosuka (through service) - JK Tuyến Negishi - Tuyến Shōnan Monorail | Sakae-ku, Yokohama | Kanagawa |
| Tuyến Tōkaidō Chính                            | [ * 6 ]                                        | Ōfuna                                          | OFNJS09                                        | 大船                                           | 5,6                                            | 53,2                                           | ●                                    | ●                                    | ●                                    | ●                                    | - JT Tuyến Tōkaidō (through service) - JO Tuyến Yokosuka (through service) - JK Tuyến Negishi - Tuyến Shōnan Monorail | Kamakura | Kanagawa |
| Dịch vụ trong Tuyến Yokosuka và Tuyến Tōkaidō: | Dịch vụ trong Tuyến Yokosuka và Tuyến Tōkaidō: | Dịch vụ trong Tuyến Yokosuka và Tuyến Tōkaidō: | Dịch vụ trong Tuyến Yokosuka và Tuyến Tōkaidō: | Dịch vụ trong Tuyến Yokosuka và Tuyến Tōkaidō: | Dịch vụ trong Tuyến Yokosuka và Tuyến Tōkaidō: | Dịch vụ trong Tuyến Yokosuka và Tuyến Tōkaidō: | Local                                | Local                                | Local                                | Tốc hành                             | | | |
| Thông qua các tuyến:                           | Thông qua các tuyến:                           | Thông qua các tuyến:                           | Thông qua các tuyến:                           | Thông qua các tuyến:                           | Thông qua các tuyến:                           | Thông qua các tuyến:                           | Tuyến Yokosuka                       | Tuyến Yokosuka                       | Tuyến Tōkaidō                        | Tuyến Tōkaidō                        | Tuyến Yokosuka: hướng Zushi (một vài chỉ đến Ōfuna) Tuyến Tōkaidō: hướng Hiratsuka, Kōzu, và Odawara | Tuyến Yokosuka: hướng Zushi (một vài chỉ đến Ōfuna) Tuyến Tōkaidō: hướng Hiratsuka, Kōzu, và Odawara                                            | Tuyến Yokosuka: hướng Zushi (một vài chỉ đến Ōfuna) Tuyến Tōkaidō: hướng Hiratsuka, Kōzu, và Odawara                                            |

## Thế hệ tàu
- Dòng E231-1000
- Dòng E233-3000 (từ tháng 3 năm 2015)

Ban đầu, các chuyến sử dụng hỗn độn các thế hệ tàu, gồm dòng 115, dòng 211, dòng 215 (hai tầng), dòng E217, và dòng E231-1000, nhưng sau đó chuẩn hóa về dòng E231-1000 vào năm 2004, cũng từ đó mỗi tàu đều có 2 toa Green car 2 tầng, cao cấp. Từ 14 tháng 3 năm 2015, dòng E233-3000 mới được giới thiệu phục vụ các chuyến tuyến Shonan–Shinjuku.